# Iolanda Di Stasio
Pour les articles homonymes, voir Di Stasio.
Iolanda Di Stasio, née le 24 février 1992 à Naples, est une femme politique italienne.

## Biographie
Iolanda Di Stasio naît le 24 février 1992 à Naples.
Membre du Mouvement cinq étoiles (M5S) à partir de 2012, elle est élue députée lors des élections générales de 2018.
Le 21 juin 2022, elle quitte le M5S pour rejoindre le groupe Ensemble pour le futur dirigé par Luigi Di Maio dont elle devient vice-présidente. Candidate à un nouveau mandat lors des élections générales anticipées du 25 septembre 2022, elle n'est pas réélue.